# Dealu Corbului
Dealu Corbului falu Romániában, a Partiumban, Máramaros megyében.

## Fekvése
Erdőszállás mellett fekvő település.

## Története
Dealu Corbului korábban Erdőszállás része volt.
1956-ban 180 lakosa volt, 1992-ben pedig 74 román lakos élt itt.
A 2002 évi népszámláláskor 60 román lakost számoltak itt össze.